# Nicolás Murcia
Nicolás Esteban Murcia Morales (Bogotá, Colombia, 3 de marzo de 1998) es un futbolista colombiano. Juega como mediocentro ofensivo y su equipo actual es el PEPO de la Segunda División de Finlandia.

## Trayectoria

### Millonarios F.C.
Llegó a Millonarios en el año 2013 cuando tenía 15 años de edad. Ha hecho el proceso de divisiones inferiores en el club albiazul, desde las categorías juveniles. Murcia tendría su primer acercamiento al primer equipo en la temporada 2016, junto a otros canteranos como Harold Santiago Mosquera, Jonathan Tarifa y Jorge Carrascal, siendo siendo emergente en algunos partidos de la Copa Colombia, de la mano del técnico argentino Rubén Israel, sin embargo no debutó en el primer equipo. Se mantuvo como referente en el equipo Sub-20 albiazul que participó en el Campeonato Juvenil en los años 2016 y 2017.
En septiembre de 2016 fue cedido durante tres meses en las divisiones inferiores del Racing Club de Lens de Francia en compañía del extremo tumaqueño Jorge Rengifo, otro canterano albiazul, en un convenio de cooperación hecho entre Millonarios y el club francés.
Debutó en el equipo profesional en el partido amistoso jugado el 23 de enero de 2018 contra Santa Fe en la segunda fecha del Torneo Fox Sports disputado en Bogotá.
Disputó su primer partido oficial a los 19 años de edad, el 4 de febrero de 2018 en el partido que Millonarios empató 1-1 frente al Boyacá Chicó en la ciudad de Tunja en desarrollo de la primera fecha del Torneo Apertura 2018, el asistente técnico argentino Hugo Gottardi le dio la oportunidad de hacer parte del equipo inicialista y fue reempalazado al minuto 57 por David Macalister Silva, también tuvo participación en los encuentros disputados contra Águilas Doradas en Rionegro, Junior en Barranquilla, Once Caldas en Manizales, la Equidad en el Estadio de Techo en Bogotá, Leones en Itagui en el primer semestre  del año 2018

### Valledupar F.C.
Luego de no ser tenido en cuenta en el segundo semestre del 2018 por parte del cuerpo técnico, el 18 de enero de 2019 se confirmó como nuevo refuerzo del cuadro Valledupar F.C. de la segunda division del futbol colombiano, en el marco del convenio de cooperación interinstitucional entre el cuadro embajador y el vallenato. Debuta oficialmente con el conjunto de Valledupar el 2 de febrero de 2019, en la primera fecha del campeonato de segunda division colombiano, en el empate a ceros ante Leones de Itagui.
Su debut en las redes rivales se dio mediante un cobro de tiro libre a los 28 minutos de juego en el partido disputado ante el Universitario de Popayán en el estadio Ciro Lopez de la capital del Cauca, en el marco de la jornada 3 del torneo de ascenso del futbol profesional colombiano.

### Bogotá F. C.
El 1 de marzo de 2020 es confirmado como nuevo jugador del Bogotá F.C..
No juega ningún partido con este club de la Primera B y sale del mismo el 30 de julio.

### Millonarios
Regresa al club albiazul en agosto del 2020, pero no es tenido en cuenta por no estar inscrito ante la Dimayor.
El 8 de enero de 2021 se confirma que no está en los planes del cuerpo técnico y será cedido a otro club, pues tiene contrato con el club Azul hasta diciembre de 2021.

### Deportivo Coopsol
El 19 de marzo de 2021 se confirma su cesión al Club Deportivo Coopsol de la Segunda División del Perú. Jugó un total de 19 partidos, logrando anotar 2 goles.

## Clubes

### Formativo
| Club        | País     | Temporadas  |
| ----------- | -------- | ----------- |
| Millonarios | Colombia | 2013 - 2015 |
| RC Lens     | Francia  | 2016        |

### Profesional
| Club              | País      | Temporadas  |
| ----------------- | --------- | ----------- |
| Millonarios       | Colombia  | 2016 - 2018 |
| Valledupar F. C.  | Colombia  | 2019        |
| Bogotá F.C.       | Colombia  | 2020        |
| Millonarios       | Colombia  | 2020        |
| Deportivo Coopsol | Perú      | 2021        |
| PEPO              | Finlandia | 2023        |

## Estadísticas
| Club                        | Div.                | Temporada           | Liga  | Liga  | Copa Nacional | Copa Nacional | Copa Internacional | Copa Internacional | Total | Total |
| Club                        | Div.                | Temporada           | Part. | Goles | Part.         | Goles         | Part.              | Goles              | Part. | Goles |
| --------------------------- | ------------------- | ------------------- | ----- | ----- | ------------- | ------------- | ------------------ | ------------------ | ----- | ----- |
| Millonarios · Colombia      | 1.ª                 | 2018                | 6     | 0     | -             | -             | -                  | -                  | 6     | 0     |
| Millonarios · Colombia      | 1.ª                 | 2020                | 0     | 0     | -             | -             | -                  | -                  | 0     | 0     |
| Millonarios · Colombia      | Total               | Total               | 6     | 0     | 0             | 0             | -                  | -                  | 6     | 0     |
| Valledupar F. C. · Colombia | 2.ª                 | 2019                | 21    | 1     | 2             | 0             | -                  | -                  | 23    | 1     |
| Valledupar F. C. · Colombia | Total               | Total               | 21    | 1     | 2             | 0             | -                  | -                  | 23    | 1     |
| Bogotá F. C. · Colombia     | 2.ª                 | 2020                | 0     | 0     | -             | -             | -                  | -                  | 0     | 0     |
| Bogotá F. C. · Colombia     | Total               | Total               | 0     | 0     | -             | -             | -                  | -                  | 0     | 0     |
| Deportivo Coopsol · Perú    | 2.ª                 | 2021                | 19    | 2     | -             | -             | -                  | -                  | 19    | 2     |
| Deportivo Coopsol · Perú    | Total               | Total               | 19    | 2     | -             | -             | -                  | -                  | 19    | 2     |
| Total en su carrera         | Total en su carrera | Total en su carrera | 46    | 3     | 2             | 0             | 0                  | 0                  | 48    | 3     |

## Palmarés

### Campeonatos nacionales
| Título                | Club        | País     | Año  |
| --------------------- | ----------- | -------- | ---- |
| Superliga de Colombia | Millonarios | Colombia | 2018 |

#### Campeonatos amistosos
| Título            | Club        | País     | Año  |
| ----------------- | ----------- | -------- | ---- |
| Torneo Fox Sports | Millonarios | Colombia | 2019 |